# 56422 Mnajdra
56422 Mnajdra è un asteroide della fascia principale. Scoperto nel 2000, presenta un'orbita caratterizzata da un semiasse maggiore pari a 2,3892794 UA e da un'eccentricità di 0,2060297, inclinata di 3,12853° rispetto all'eclittica.